# Guy Hennebelle
Pour les articles homonymes, voir Hennebelle.
Guy Hennebelle, né le 7 septembre 1941 à Armentières et mort le 3 juillet 2003 à Boulogne-Billancourt, est un historien du cinéma et journaliste français.

## Biographie
Après avoir suivi des études de journalisme en Belgique, Guy Gérard Hennebelle vit en Algérie de 1965 à 1968 où il est responsable de la rubrique cinéma du quotidien El Moudjahid. Il collabore, dès son retour en France, à plusieurs revues, dont Téléciné, Cinéma, Afrique Asie, Jeune Cinéma et Écran.
Il conçoit et dirige, à partir du n° 22 d’Écran (février 1974) jusqu’à la disparition de la revue en 1979 (n° 86), la chronique La vie est à nous consacrée au cinéma militant ou parallèle : « Nous inaugurons dans ce numéro une nouvelle rubrique dans laquelle nous rendrons compte des films qui sont réalisés en marge du système de production-distribution commercial, le plus souvent en 16 mm, en Super 8 et en vidéo (plus rarement en 35 mm) ». Ce qui le conduit à se rapprocher des cinéastes expérimentaux, et autres critiques « antisystème », notamment à travers le copieux dossier   Cinémas de rupture  ( Écran n° 75 , janvier 1978 codirigé par Dominique Noguez  et Raphaël Bassan, p. 29 à 47), préfiguration du programme du futur CinémAction, cofondé avec son épouse Monique Martineau, dont le numéro 1 sort quelques mois après en tant que hors-série d Écran  avec, au programme, le cinéma militant, le cinéma différent, le cinéma politique de fiction, le cinéma féminin/féministe. Tous ces thèmes nourriront, par la suite, les sommaires des numéros de  la revue Cinémaction.
Il est reconnu en tant que spécialiste des cinémas militants et du tiers-monde.
Un hommage lui est rendu à l'École normale supérieure le 15 décembre 2018.

## Publications
- Les Cinémas africains en 1972, Société africaine d'édition, 1972
- Guide des films anti-impérialistes, Éditions du Centenaire, 1975
- Quinze ans de cinéma mondial, 1960-1975, Éditions du Cerf, 1975
- (dir.) Cinéma militant. Histoire, structures, méthodes, idéologie et esthétique, Cinéma d'aujourd'hui, 1976
- (dir.) La Palestine et le cinéma, avec Khemaïs Khayati, Édition du Centenaire, 1977
- Israël-Palestine. Que peut le cinéma ?, avec Janine Euvrard, Société africaine d'édition, 1978
- Cinéastes d'Afrique Noire, avec Catherine Ruelle, Société africaine d'édition, 1978
- (dir.) Cinémas d'avant-garde. Expérimental et militant, Corlet, 1979, avec Raphaël Bassan
- Cinémas de l'émigration, Filméditions, 1979
- Les Cinémas de l'Amérique latine, avec Alfonso Gumucio Dagron, Lherminier, 1981
- Le Tiers Monde en films, François Maspero, 1982
- (dir.) Images d'en France, Corlet, 1981
- (dir.) Cinéma et judéité, avec Annie Goldmann et Régine Robin, Éditions du Cerf, 1986
- (dir.) L'influence de la télévision sur le cinéma, avec René Prédal, Éditions du Cerf, 1987
- Les Télévisions du monde. Un panorama dans 110 pays, Éditions du Cerf, 1987
- (dir.) Le Film religieux. de 1898 à nos jours, avec Philippe Boitel, Corlet, 1988
- (dir.) Les Grandes "écoles" esthétiques, avec Alain et Odette Virmaux, Corlet, 1989
- (dir.) Cinémas métis. De Hollywood aux films beurs, avec Roland Schneider, Corlet, 1990
- Les Dessous du cinéma porno, avec Antoine Rakovsky et Daniel Serceau, Corlet, 1991
- Histoire des théories du cinéma, avec Joël Magny, Corlet, 1991
- (dir.) Champs contrechamps, avec Marcel Oms, Éditions du Centre Pompidou, 1992
- (dir.) Christianisme et cinéma, Corlet, 1996
- (dir.) La Guerre d'Algérie à l'écran, avec Mouny Berrah et Benjamin Stora, Corlet, 1997
- (dir.) Le Péplum, l'antiquité au cinéma, Corlet, 1998
- On ouvre les frontières ? Chiche ! Et après ?, avec Gilles Manceron et Catherine de Wenden, Corlet, 2001
- Les Cinémas nationaux contre Hollywood, avec Guy Gauthier, Éditions du Cerf, 2004
- Chroniques de la naissance du cinéma algérien, avec Sébastien Layerle et Monique Martineau-Hennebelle, Corlet, 2018